# Flora Manteola
Flora Manteola és una arquitecta argentina integrant de l'estudi MSGSSS.

## Biografia
Va ingressar a la Facultat d'Arquitectura, Disseny i Urbanisme (Universitat de Buenos Aires) en 1962. La seva etapa com a estudiant universitària va ser intensa i ja abans d'haver-la acabat es va incorporar, al costat de qui seria el seu espòs, Javier Sánchez Gómez, a l'estudi que 1956 havien conformat Just Solsona i Josefina Santos, i que més tard es convertiria en M|SG|S|S|S (Manteola, Sánchez Gómez, Santos, Solsona, Sallaberry, arquitectes) un dels estudis fonamentals de la història de l'arquitectura argentina.

## Trajectòria
Va rebre el Premi Konex 1992 Arquitectura, pel quinquenni 1982-1986. Va ser la primera dona arquitecta a rebre aquest honor.
Forma part del Col·legi d'Assessors i Jurats de la Societat Central d'Arquitectes i del Col·legi de Jurats del Consell Professional de la província de Buenos Aires.

## Obres
Al llarg de la seua vida a realitzats grans obres arquitectòniques com ara: Banc Ciutat de Buenos Aires (Casa Matriu); Unió Industrial Argentina; Banc Ciutat de Buenos Aires (Edifici Vendes); Conjunt Rioja; Barri Comandant Luis Piedrabuena; Torres Alt Palerm; Torre El Rulero; Edifici Annexo de la Cambra de diputats; Universitat del Nord Sant Tomás d'Aquino; Associació Cultural Pestalozzi; Remodelació total i ampliació de l'Aeroport Internacional Ministre Pistarini; Reciclatge del Palacio Alcorta: Dic 2 y 4 de Port Madero; El Porteño Building; Edifici Prourban; Estadi de Mendoza; Proveïment de Buenos Aires; Centre de Producció Buenos Aires - Argentina Televisora Color; Ministeri de Treball, Ocupació i Seguretat Social; Edifici Intecons; Estadi Gegant de Arroyito; Estadi Mundialista de la Ciutat de Salta; Hospital General d'Aguts Carlos G. Durand; Planta de Paper Premsa; Terminal de Ómnibus de Santiago de l'Estero Estero; Torre Ruggieri; Torres de Bulnes; Torres del Yacht; Torres Mulieris.